# A Ryda Holiday
A Ryda Holiday - Świąteczny limitowany singiel nagrany przez Psychopathic Rydas.
Płyta była dostępna  wyłącznie podczas imprezy "Big Ballas Christmas Party" 2007 w Detroit.